# Burg Kaprun
Die Burg Kaprun ist eine mittelalterliche Höhenburg in der Gemeinde Kaprun im Salzburger Land, Österreich. Sie steht unter Denkmalschutz (Listeneintrag).

## Geschichte
Die erste urkundliche Erwähnung des Namens Kaprun erfolgte am 9. Februar 931 mit dem keltischen Namen Chataprunnin (wildes Wasser) im Codex Odalberti. Die Erbauung der Burg Kaprun wird auf das 12. Jahrhundert datiert, 1166 wurden jedenfalls die Besitzungen der Herren der Falkenstein-Neuburg im Codex Falkensteinensis erwähnt. Die Burg selbst wurde als Turm zu Chaprunne im Zusammenhang mit Übergriffen der Felber erstmals 1280 urkundlich erwähnt. 1287 fiel die Anlage an den Salzburger Erzbischof Rudolf von Hoheneck. 1338 wurden die Herren von Felben wieder Besitzer der Burg. Von 1480 an war sie dann Sitz des erzbischöflichen Pflegegerichtes. Im Jahr 1526 wurde die Burg im Zuge der Salzburger Bauernkriege angezündet und niedergebrannt. Von 1580 bis 1600 baute der salzburgische Pfleger Josef Hundt von Ainetperg die Burg im heutigen Grundriss aus. 1606 ließ der Salzburger Erzbischof Wolf Dietrich von Raitenau den Kapruner Pfleger Caspar Vogl, der sich 1601 mit den Pinzgauer Bauern solidarisiert hatte, enthaupten. Ab dem 17. Jahrhundert sind verschiedenste Eigentümer nachgewiesen. 1921 verkaufte Fürst Johann II. von Liechtenstein die Burg samt Schloss Fischhorn an den peruanischen Gesandten Heinrich E. Gildemeister. Seine Familie wurde aber 1938 nach dem Anschluss Österreichs enteignet. Nach Ende des nationalsozialistischen Regimes befand sich die Burg wieder im Besitz von Mitgliedern der Familie Gildemeister. 1975 wurde mit der Sanierung der kleinen Anlage begonnen. 1984 erwarb sie der Burgverein Kaprun, ein gemeinnütziger Zusammenschluss Kapruner Unternehmer. Anschließend setzte eine intensive Renovierung ein. Der Grund um die Burg sowie der Zufahrtsweg sind weiterhin im Eigentum von Mitgliedern der Familie Gildemeister.
Heute wird die Burg vor allem für kulturelle Veranstaltungen genutzt und kann auch von Privatpersonen für Festlichkeiten angemietet werden. Im Innenhof befinden sich eine Tribüne mit 450 Plätzen sowie eine überdachte Bühne. Darüber hinaus stehen nach der Renovierung verschiedene Räumlichkeiten, insbesondere der Galeriesaal und der Rittersaal, zur Verfügung.